# Rio de Janeiro Vôlei Clube (voleibol masculino)
El Rio de Janeiro Vôlei Clube (SESC-RJ), que sus siglas significan Serviço Social do Comércio, es un equipo de voleibol masculino brasileño de la ciudad de Río de Janeiro.

## Historia
Fue fundado el 1 de octubre de 2016 en Río de Janeiro y ese mismo año ganó el campeonato estadual al derrotar en la final al Botafogo. En la temporada 2016-17 disputó la «Taça de Prata de 2016» en la cual logró el ascenso a la Serie B del vóley de Brasil, y en la Serie B logró el ascenso a la Serie A al vencer en la final a Jaó/Universo por 3 a 0 (25-15, 25-20 y 25-23).
En la temporada 2017-18 logró el bicampeonato estadual nuevamente ante Botafogo. En esa temporada en la Serie A terminó segundo en la fase regular, ganó en cuartos de final ante Vôlei Brasil Kirin en dos partidos pero cayó en semifinales ante Sesi SP en tres juegos.
En la temporada 2018-19 participa en la Copa Libertadores de Voleibol.

## Palmarés
- Superliga Serie B de Brasil
  - Títulos (1): 2017

- Campeonato Estadual Carioca
  - Títulos (3): 2016, 2017 y 2018